# 屋脚蒙古族乡
屋脚蒙古族乡，是中华人民共和国四川省凉山彝族自治州木里藏族自治县下辖的一个乡镇级行政单位。

## 行政区划
屋脚蒙古族乡下辖以下地区：
屋脚村和纳布村。